# Erislandy Lara
Erislandy Lara (ur. 11 kwietnia 1983 w Guantánamo) – kubański pięściarz, były zawodowy mistrz świata organizacji WBA w wadze junior średniej, aktualny mistrz świata WBA w wadze średniej.

## Początki
Lara był faworytem do zdobycia złotego medalu w kategorii junior średniej na igrzyskach olimpijskich w Pekinie w 2008 roku, jednak w 2007 roku wraz z Guillermo Rigondeaux starał się zbiec z kraju, za co został ukarany zakazem uprawiania boksu na czas nieokreślony (jego łódź zawrócono w Brazylii). W 2008 roku podjął drugą, tym razem udaną próbę ucieczki z kraju. Osiedlił się w Hamburgu, gdzie wraz z Yuriorkisem Gamboą i Odlanierem Solisem podpisał zawodowy kontrakt z grupą Arena Box Promotion.

## Kariera zawodowa
Pierwszą zawodową walkę stoczył 4 lipca 2008 roku, pokonując na punkty na gali w Ankarze Iwana Masłowa.
W 2009 roku przeniósł swoją karierę do Stanów Zjednoczonych. Tam 9 stycznia tegoż roku zadebiutował na antenie stacji ESPN, pokonując Rodrigo Aguiara.
Po piętnastu zawodowych zwycięstwach 25 marca 2011 roku spotkał się w ringu z groźnym Carlosem Moliną. Sędziowie po dziesięciu rundach uznali walkę za remisową (95-95, 95-95, 93-97), choć wielu ekspertów widziało w niej zwycięstwo Moliny.
9 lipca 2011 roku zmierzył się w Boardwark Hall w Atlantic City z Paulem Williamsem. Przegrał walkę decyzją sędziów (114-116, 114-115, 114-114).
10 listopada 2012 roku zremisował pojedynek z Vanesem Martirosyanem (85-86, 85-86, 87-84).
8 czerwca 2013 roku podjął Meksykanina Alfredo Angulo. Lara był liczony zarówno w czwartej, jak i dziewiątej rundzie, ale ostatecznie znokautował swojego oponenta w dziesiątym starciu.
7 grudnia 2013 roku pokonał jednogłośnie na punkty Austina Trouta. Sędziowie punktowali jednogłośnie 118-109, 117-110, 117-110 na jego korzyść.
12 grudnia 2014 roku spotkał się w ringu z Saulem Alvarezem (43-1-1, 31 KO). Pojedynek miał bardzo wyrównany przebieg, a sędziowie niejednogłośnie wskazali na wygraną Meksykanina (113-115, 111-117, 115-113). Po walce wielu ekspertów nie zgadzało się z tym werdyktem.
Po walce z Alvarezem dostał szansę pojedynku o tytuł mistrza świata federacji WBA w wadze junior średniej. Jego oponentem był Ishe Smith. Lara wygrał jednogłośnie na punkty (119-109, 117-111, 119-109).
12 czerwca 2015 roku po raz pierwszy obronił mistrzowski tytuł, pokonując na punkty Delvina Rodrigueza (3x 120-107).
11 listopada 2015 roku zmierzył się z Dejanem Zaveckiem. Wygrał przez TKO w 3 rundzie.
21 maja 2016 roku w Las Vegas stanął do rewanżowej walki z Vanesem Martirosyanem. Tym razem na punkty okazał się lepszy (116-111, 115-112, 116-111).
13 stycznia 2017 roku w Hialeah zmierzył się byłym mistrzem świata Yuri Foremanem. Wygrał przez nokaut w czwartej rundzie.
7 kwietnia 2018 w Las Vegas stracił tytuł mistrza federacji WBA, przegrywając w pojedynku unifikacyjnym z Jarrettem Hurdem (22-0, 15 KO). Amerykanin, mistrz IBF wagi junior średniej zwyciężył niejednogłośną decyzją sędziów – 114:113, 113:114 i 114:113.
2 marca 2019 na Brooklynie, zremisował z Argentyńczykiem Brianem Carlosem Castano (15-0-1, 11 KO) o pas WBA Regular kategorii junior średniej. Sędziowie punktowali niejednomyślni 115:113, 113:115 i 114:114.
31 sierpnia 2019 w Minneapolis wygrał przez techniczny nokaut w drugiej rundzie z Ramonem Alvarezem (28-8-3, 16 KO), zdobywając pas WBA wagi junior średniej w wersji World.

## Życie prywatne
Od ośmiu lat mieszka z rodziną w Houston. W 2017 roku otrzymał amerykańskie obywatelstwo.
Jest jedną z postaci w grze wideo Fight Night Champion.